# Jan Horstmann (Maler)
Jan Horstmann (* 12. September 1894 in Finkenwärder als Johann Peter Paul Horstmann; † 3. November 1982 in Hamburg) war ein deutscher Marinemaler in Hamburg.

## Leben
Jan Horstmann wurde als ältester von drei Brüdern geboren. Sein Vater, der Fischräucherer Paul Horstmann, stammte ursprünglich aus Hamburg-St. Pauli. Jan wuchs in Finkenwärder in der Nähe der Liegeplätze der Finkenwerder Fischerflotte auf. Früh begann er zu zeichnen. Nach dem Schulbesuch absolvierte er eine Lehre als Maler in Blankenese. Seine Gesellenzeit, die er zeitweise in Süddeutschland verbrachte, wurde durch Ausbruch des Ersten Weltkrieges unterbrochen. Es sind nur wenige Werke aus dieser Zeit erhalten.
Später bildete er sich auf der Kunstgewerbeschule Hamburg weiter und wurde Meister des Malerhandwerks. Zu Beginn der 1920er Jahre eröffnete Horstmann einen Malerbetrieb in Finkenwerder. Im Garten des Betriebs errichtete Horstmann sein Atelier.
Horstmann stellte das alte Hamburg auf seinen Gemälden und Zeichnungen dar; viele der Motive existieren in der von ihm gemalten Form nicht mehr. Auch seine Heimatgemeinde Finkenwerder mit seinen Malerwinkeln war ein beliebtes Motiv des Künstlers. Segelfischerfahrzeuge und frühe Fischdampferporträts aus Hamburg sowie Rahsegler waren neben den HADAG-Fähren bevorzugte Vorlagen. Bilder Horstmanns befinden sich im Privatbesitz, aber auch das Deutsche Schifffahrtsmuseum in Bremerhaven zeigt Gemälde Horstmanns.